# Stor-Långträsket, Lappland
Stor-Långträsket är en sjö i Jokkmokks kommun i Lappland och ingår i Luleälvens huvudavrinningsområde. Sjön har en area på 0,329 kvadratkilometer och ligger 355 meter över havet. Sjön avvattnas av vattendraget Sudokbäcken.

## Delavrinningsområde
Stor-Långträsket ingår i det delavrinningsområde (736840-169335) som SMHI kallar för Utloppet av Kåpponisträsket. Medelhöjden är 376 meter över havet och ytan är 16,64 kvadratkilometer. Det finns inga avrinningsområden uppströms utan avrinningsområdet är högsta punkten. Sudokbäcken som avvattnar avrinningsområdet har biflödesordning 3, vilket innebär att vattnet flödar genom totalt 3 vattendrag innan det når havet efter 144 kilometer. Avrinningsområdet består mestadels av skog (60 procent) och sankmarker (30 procent). Avrinningsområdet har 0,88 kvadratkilometer vattenytor vilket ger det en sjöprocent på 5,3 procent.